# MG42

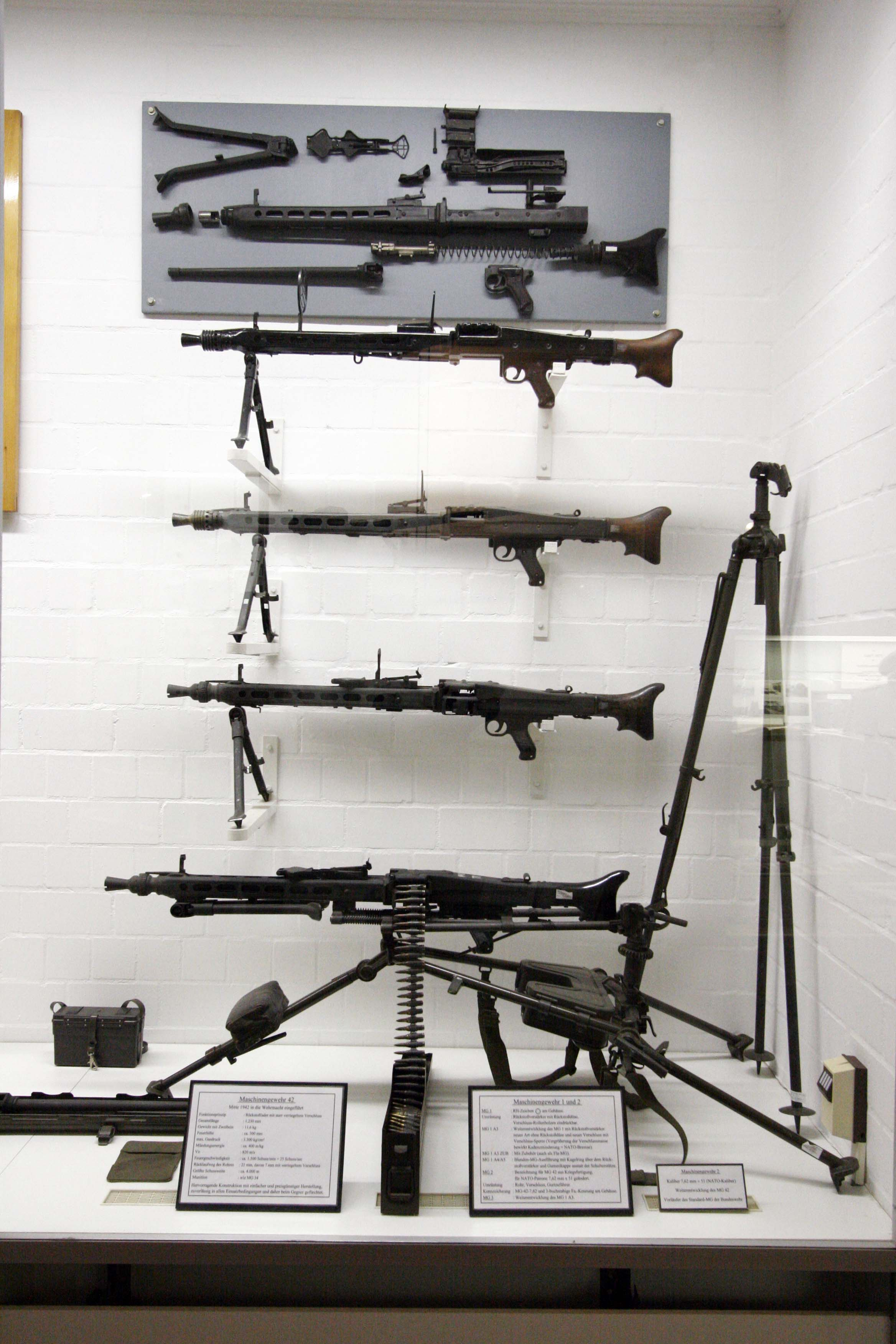
Verschillende uitvoeringen van de MG42

De MG42 of Maschinengewehr 1942 (officieel "Universal-Maschinengewehr Modell 42") is een Duitse mitrailleur (machinegeweer) met het kaliber 7,92 x 57 mm Mauser, die voor het eerst werd geproduceerd in 1942 als de opvolger van de MG34. Het Britse leger gaf het wapen de bijnaam Hitler's Buzzsaw. De Nederlandse vertaling daarvan is Hitlers cirkelzaag, zo genoemd vanwege de hoge vuursnelheid. De MG42 had met z'n 1200 schoten per minuut (sommige versies gingen tot 1800 schoten per minuut) de hoogste vuursnelheid van alle vuurwapens tijdens de Tweede Wereldoorlog. Het nadeel daarvan was dat door de hoge vuursnelheid snel veel patronen konden worden verschoten, waardoor men snel door de aanwezige munitievoorraad heen was. De MG42 kon wel 20 schoten per seconde afvuren en moest met korte salvo's worden afgevuurd, om het smelten van de loop tegen te gaan. Voorts werden de wapens die aan het front geleverd werden uitgerust met gewijzigde lopen en afsluiters om de extreem hoge vuursnelheid te remmen tot een 800 schoten per minuut. Dit om grote slijtage te verminderen, en de levensduur te verlengen. De MG42 werd zowel gebruikt als sectiemitrailleur, als ondersteuningswapen en als licht luchtafweerwapen.

## Achtergrond
Midden jaren dertig was de MG34 het beste machinegeweer dat er bestond, maar had als groot nadeel dat het duur en tijdrovend was om te bouwen. Om het steeds uitbreidende Duitse leger te kunnen blijven bewapenen werd gezocht naar snellere methoden om wapens te produceren. Het uitgangspunt bij de specificaties van de MG42 was een economischer en tijdsefficiënter fabricageproces dan dat van de MG34.

## Het prototype: de MG39
Het winnende ontwerp, gemaakt door Dr. Ing. Werner Gruner (niet Grunow, zoals vaak foutief wordt vermeld) van het bedrijf Metall-und Lackierwarenfabrik Johannes Großfuß AG bevatte invloeden van Italiaanse en Poolse ontwerpen en het prototype kreeg de naam MG39. Het bedrijf Johannes Großfuß AG was expert in het persen en stansen van staal, een snel en goedkoop alternatief fabricageproces in tegenstelling tot het warmgieten en tijdrovend draai- en freeswerk. Het productieproces van het ontwerp van Großfuß AG verhoogde de productiesnelheid enorm: vergeleken met de MG34 daalde de bouwtijd met 50% (tot 75 manuren) en verminderden de productiekosten tot 250RM (tegenover 327RM voordien). De MG39 bleef nagenoeg gelijkwaardig aan de MG34 om de eenvormigheid en het vertrouwen in het wapen te bewaren. De enige aanpassingen waren het wegvallen van de Gurttrommel, waardoor alleen de patroonband kon worden gebruikt, en het verhogen van de vuursnelheid tot 1200 schoten per minuut (sommige versies konden tot 1800 schoten per minuut afvuren). Het menselijk gehoor kon bij deze vuursnelheid onmogelijk elke afzonderlijke kogel horen aankomen en het speciale geluid dat de MG42 maakte gaf het de bijnaam de cirkelzaag van Hitler (Engels: Hitler's buzzsaw). Ondanks dat de productie goedkoper bleek was het prototype MG39 minder gevoelig voor vuil en temperatuur waardoor het minder blokkeerde.

## Het productiemodel: de MG42

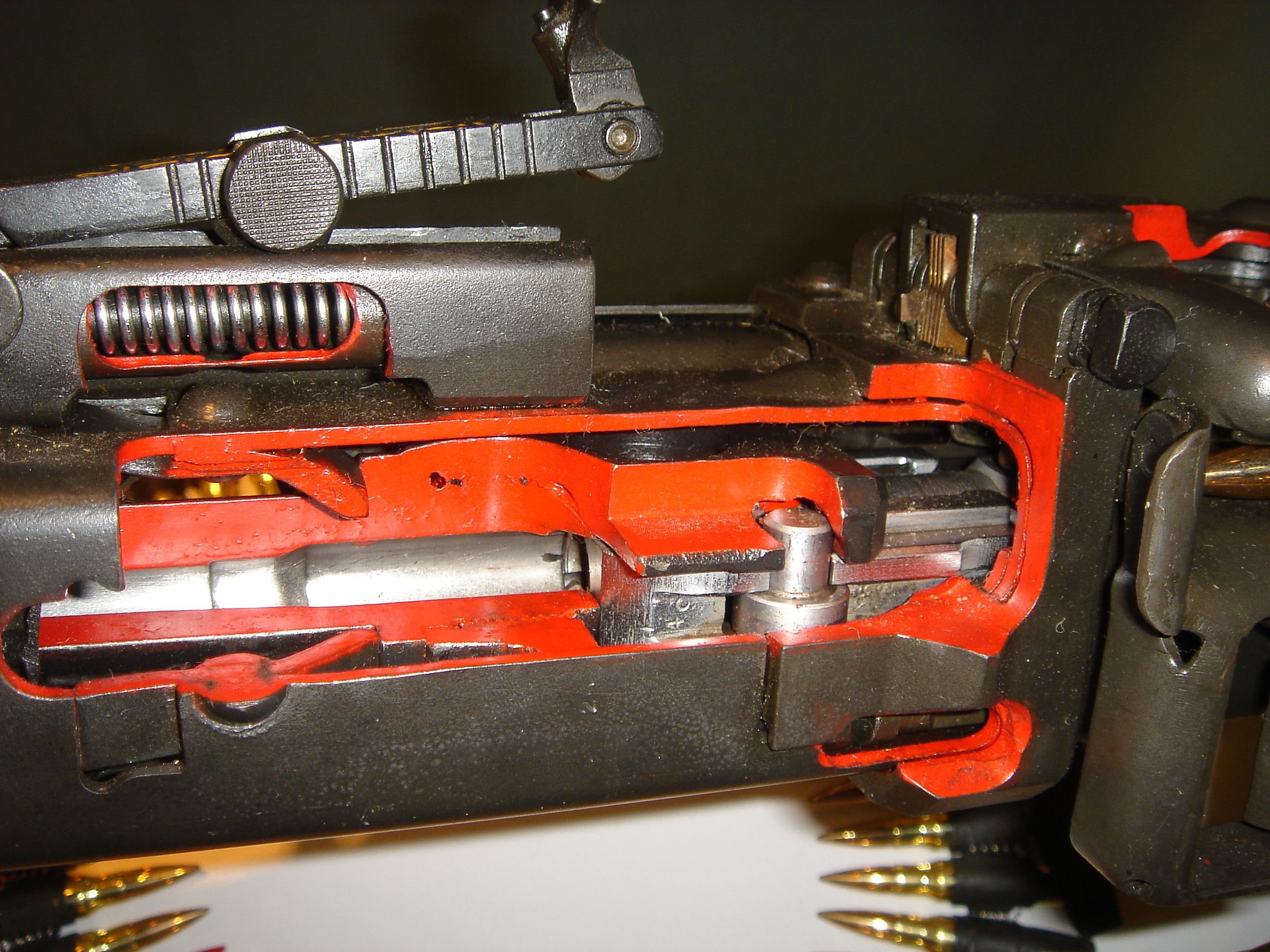
MG 42/ MG 3 Roller systeem

Na het succes van het prototype MG39 duurde het nog tot 1942 voor de productie op gang kwam waarna het prototype MG39 werd bijgewerkt en hernoemd tot MG42. Al vanaf de start van de productie kon men de steeds toenemende vraag nooit inwilligen. De MG42 woog 11,6 kg in de lichte uitvoering met de tweepoot (Duits: Zweibein). Deze uitvoering was lichter dan de MG34 en gemakkelijk te dragen. Het statief, eenzelfde type als de MG34, kon aan het vooreinde of in het midden worden gemonteerd, afhankelijk van de toepassing. In de zware uitvoering werd een nieuw ontworpen driepoot Lafette 42 (Duits: Dreibein) gebruikt en was het totaalgewicht 20,5 kg. De loop van de MG42 was lichter dan de MG34 en raakte sneller versleten, maar kon in enkele seconden worden vervangen door een ervaren operator. Doordat de MG42 weinig gevoelig was voor vuil en weinig onderhevig aan temperatuurverschillen en als gevolg minder vaak blokkeerde, was de MG42 in elk type klimaat inzetbaar en deed uitstekend dienst in Noord-Afrika. Er zijn tijdens de Tweede Wereldoorlog ongeveer 500.000 MG42 machinegeweren geproduceerd.

## Het alternatief: de MG42V of MG45
In 1944 zorgden acute materiaaltekorten ervoor dat het Derde Rijk een nieuwe versie ontwikkelde, de MG45 (of MG42V). De MG45 werd gemaakt van een mindere kwaliteit staal, waardoor het gewicht teruggebracht werd tot 9 kg. Een ander verschil met de MG42 was dat het staartstuk niet volledig vergrendelde voor het afvuren van een patroon, waardoor het machinegeweer een nog hogere vuursnelheid had van 1800 kogels per minuut. De eerste testen werden uitgevoerd in juni 1944, maar de ontwikkeling ervan stokte waardoor er slechts een tiental is gebouwd. In 1960 voltooide het Zwitserse Schweizerische Industrie Gesellschaft hun ontwerp van een machinegeweer dat sterk is afgeleid van het MG45 ontwerp, de SIG MG 710. Dit wapen was bedoeld voor de export en wordt in Bolivia, Brunei, Chili, Liberia en Liechtenstein nog steeds gebruikt.

## Nabeschouwing
Tot op de dag van vandaag wordt de MG42 gezien als een van de beste machinegeweren ooit. Verscheidene MG42-afgeleiden vervullen tot op heden een belangrijke rol in een groot aantal legers rond de wereld. Het Zwitserse leger gebruikte vanaf 1951 een door Waffenfabrik Bern geproduceerd, op de MG42 gebaseerd machinegeweer, de MG51 met kaliber 7.5×55mm Swiss. In Joegoslavië werd vanaf 1953 de Zastava M53 gebruikt, een bijna exacte kopie van de MG42 met het oorspronkelijke kaliber 7,92 x 57 mm Mauser. Vanaf eind jaren 50 werd de Rheinmetal MG 3, een MG42 met een verlaagde vuursnelheid en het kaliber 7,62 x 51 mm NAVO door onder andere Duitsland, Spanje, Denemarken, Noorwegen en Turkije gebruikt. Het Oostenrijkse leger gebruikte vanaf 1974 de MG 74 met het kaliber 7,62 × 51 mm NAVO, het meest recente op de MG42 gebaseerde machinegeweer. De M-60 van het Amerikaanse leger heeft het voedingsmechanisme van de MG42 overgenomen en is verder grotendeels op de Duitse FG 42 gebaseerd.